# Metridiochoerus
Metridiochoerus — вимерлий рід свиней, відомий з пліоцену та плейстоцену Африки. Він також відомий як гігантський бородавочник.

## Хронологія
Найдавніший зразок датується приблизно 3,4 мільйонами років тому з формації Усно в Ефіопії. Ймовірно, він розвинувся від недавнього іммігранта з Євразії, який, як припускають, є європейським "Postpotamochoerus" provincialis. Наймолодші залишки роду датуються пізнім плейстоценом на півдні Африки (Зімбабве та, можливо, ПАР).

## Опис

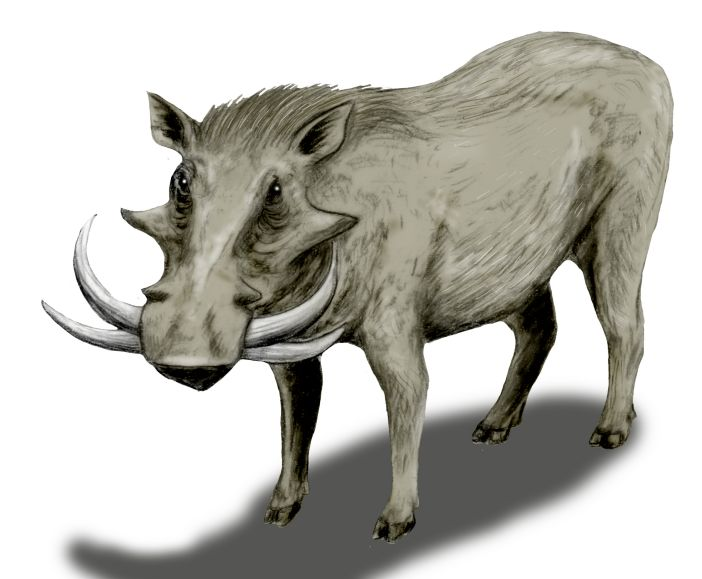
Художня реконструкція

Метридіохор був великою твариною 1,5 метра в довжину, схожою на гігантського бородавочника. Він мав дві великі пари бивнів, які були спрямовані вбік і загнуті вгору. Зуби, особливо треті моляри, у пізніх видів стають все більш високими (гіпсодонти).

## Екологія
Зазвичай вважають, що різні види були пасовищними, хоча це було під сумнівом щодо найдавніших видів з низькою коронкою.